# Ceraphron thegaleos
Ceraphron thegaleos är en stekelart som beskrevs av Paul Dessart 1975. Ceraphron thegaleos ingår i släktet Ceraphron och familjen pysslingsteklar. Inga underarter finns listade i Catalogue of Life.